# Delphastus diversipes
Delphastus diversipes är en skalbaggsart som först beskrevs av Champion 1913.  Delphastus diversipes ingår i släktet Delphastus och familjen nyckelpigor. Inga underarter finns listade i Catalogue of Life.